# Siwy Potok

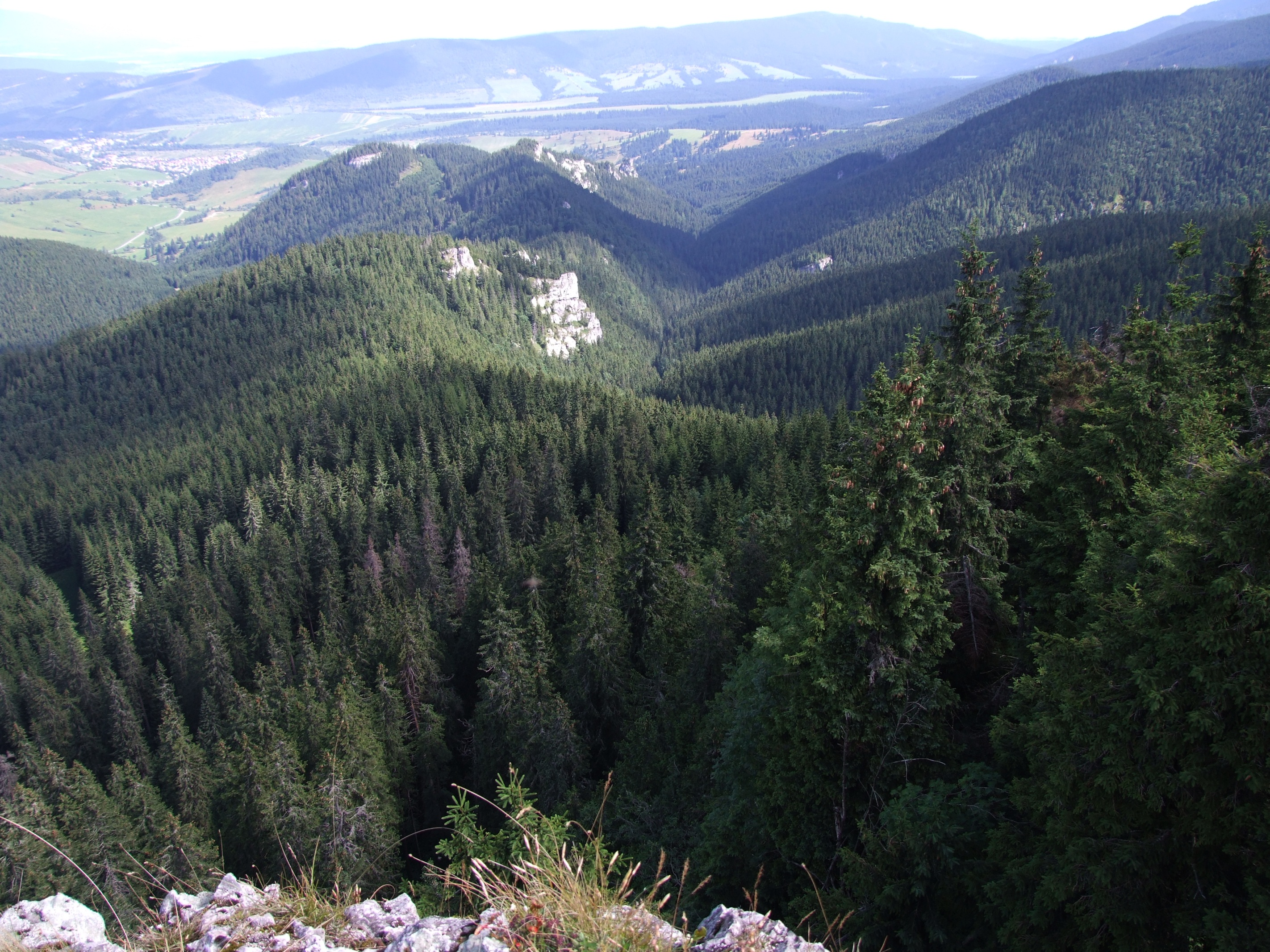
Widok z Białej Skały na Dolinę Siwego Potoku

Siwy Potok (słow. Sivý potok) – potok w słowackich Tatrach Zachodnich. Ma źródła na wysokości około 1400 m pod przełęczą Białe Wrótka. Spływa w północnym kierunku dnem Doliny Siwej, wpływa na Kotlinę Zuberską i zaraz powyżej zabudowań miejscowości Zuberzec łączy się z Przybyskim Potokiem (Stefkowskim Potokiem), tworząc Zuberską Wodę. Takie ujęcie prezentuje Wielka encyklopedia tatrzańska. Na słowackiej mapie i w innych źródłach Zuberska Woda ma nazwę Stefkowski Potok i wypływa z Jaskini Brestowskiej. W tym ujęciu Siwy Potok jest dopływem Stefkowskiego Potoku.
Górna część Siwego Potoku znajduje się w obrębie Tatr, dolna w Rowie Podtatrzańskim. Ma trzy dopływy: Suchy Potok Zuberski, Koziński Potok i Iwanowy Potok. Z Przybyskim Potokiem łączy się w miejscu o współrzędnych 49°15′26,0″N 19°37′31,4″E/49,257222 19,625389, na wysokości około 780 m.